# هوراسيو نيومان
هوراسيو نيومان (بالإسبانية: Horacio Neumann)‏ (12 يوليو 1946 في الأرجنتين - 29 مايو 2008) هو لاعب كرة قدم أرجنتيني في مركز الوسط. لعب مع تشاكاريتا جيونيورز ونادي النجم الأحمر سانت أوين ونادي باريس ونادي باستيا ونادي كولن.

## وصلات خارجية
- هوراسيو نيومان على موقع عالم كرة القدم.نت (الإنجليزية)